# Annay (Pas-de-Calais)
Annay település Franciaországban, Pas-de-Calais megyében. Lakosainak száma 4544 fő (2022. január 1.). Annay Pont-à-Vendin, Loison-sous-Lens, Vendin-le-Vieil, Carvin, Estevelles és Harnes községekkel határos.

## Népesség
A település népességének változása:
| Lakosok száma | 4228 | 4261 | 4322 | 4337 | 4377 | 4377 | 4477 | 4517 | 4544 |
|               | 2013 | 2015 | 2016 | 2017 | 2018 | 2019 | 2020 | 2021 | 2022 |